# Łeonid Akulinin
Łeonid Ihorowycz Akulinin, ukr. Леонід Ігорович Акулінін (ur. 7 marca 1993 w Doniecku) – ukraiński piłkarz, grający na pozycji napastnika.

## Kariera piłkarska

### Kariera klubowa
Wychowanek klubów Olimpik Donieck i Szachtar Donieck, barwy których bronił w juniorskich mistrzostwach Ukrainy (DJuFL). Karierę piłkarską rozpoczął 1 sierpnia 2009 w trzeciej drużynie Szachtara. Jesienią 2013 występował na zasadach wypożyczenia w klubie Howerła Użhorod. W lipcu 2015 został piłkarzem czeskiego Bohemians 1905. Na początku września 2016 przeszedł do Sūduvy Mariampol. 6 września 2017 podpisał kontrakt z Karpatami Lwów, w którym grał do 6 lipca 2018. 13 października jako wolny agent zasilił skład Arsenału Kijów.

### Kariera reprezentacyjna
Występował w juniorskich juniorskiej U-16 oraz młodzieżowej reprezentacjach Ukrainy.